# Chagunius
Chagunius is een geslacht van straalvinnige vissen uit de familie van eigenlijke karpers (Cyprinidae).

## Soorten
- Chagunius baileyi Rainboth, 1986
- Chagunius chagunio (Hamilton, 1822)
- Chagunius nicholsi (Myers, 1924)